# Martijn Zuijdweg
Martijn Zuijdweg (Rotterdam, 16 novembre 1976) è un ex nuotatore olandese.
Specializzato nello stile libero, ha vinto un bronzo alle Olimpiadi di Sydney 2000 nella staffetta 4x200 m sl.

## Palmarès
- Olimpiadi

Sydney 2000: bronzo nella 4x200 m sl.
- Mondiali

Perth 1998: argento nella 4x200 m sl.
- Mondiali in vasca corta

Hong Kong 1999: oro nella 4x200 m.
- Europei

Siviglia 1997: argento nella 4x200 m sl e bronzo nella 4x100 m sl.
Helsinki 2000: bronzo nella 4x200 m sl.